# Ortnice
Ortnice is een plaats in Slovenië en maakt deel uit van de gemeente Kozje in de NUTS-3-regio Savinjska. De plaats telde 25 inwoners op 1 januari 2020.